# Walter Weber (Physiker)
Walter Weber (* 26. März 1907 in Gelsenkirchen; † 18. Juli 1944 in Kościan, Landkreis Kosten (Wartheland)) war ein deutscher Pionier der elektromagnetischen Tonaufzeichnung.
Von 1925 bis 1927 studierte er an der Ingenieur-Akademie Oldenburg. Vom 1. Mai 1928 bis 31. Dezember 1930 war er als Ingenieur am Zentrallaboratorium der Siemens & Halske A.G. in Berlin. Hier traf er Hans-Joachim von Braunmühl. Als dieser ans Laboratorium der Reichs-Rundfunk-Gesellschaft wechselte, folgte er ihm 1931 dorthin. Am 2. November 1938 promovierte er mit der Arbeit Das Schallspektrum von Knallfunken und Knallpistolen mit einem Beitrag über Anwendungsmöglichkeiten in der elektroakustischen Meßtechnik.
Am 18. April 1940 (wieder)erfanden sie die HF-Vormagnetisierung (HFVM). Am 10. Juni führten sie ihr HF-Magnetophon im Ufa-Palast am Zoo in Berlin vor.